# Academia Grieg
La Academia Grieg (en noruego: Griegakademiet) es el nombre compartido por los programas de música repartidos en dos instituciones de educación superior en Bergen, Noruega. El Departamento de Música de la Universidad de Bergen (UIB), fue fundado en 1905 como la Bergen Musikkonservatorium (Conservatorio de Música de Bergen) por T. Castberg.  Ofrece programas de licenciatura de 4 años en interpretación, Composición y Pedagogía / Educación Musical, y también los programas de máster de 2 años en interpretación, Composición y Etnomusicología. La original "Academia Grieg" - el departamento de música en la Facultad de Educación de la Universidad de Bergen - fue la primera institución en Noruega en ofrecer un grado de música (establecida en Landås en 1958 por Ivar Benum ), y la primera en ofrecer un título de postgrado en educación musical, y sigue siendo el programa de grado de la educación musical más grande de la nación.